# Estat socialista
Un estat socialista es aquell estat que es proclama pertanyent al socialisme, com a sistema econòmic i social, incloent la propietat estatal o cooperativa dels mitjans de producció i del sòl, si bé van existir grans diferències de concepte entre estats caracteritzats per si mateixos com socialistes, els quals, per raons geopolítiques (o en el cas de la Unió Soviètica de lluites pel poder), van acabar per adoptar en la seua gran majoria el sistema conegut com a socialisme a un sol país, segons les idees i pràctiques polítiques defensades per Stalin i altres seguidors. Se sol parlar d'estats nominalment socialistes en referència a les anomenades democràcies populars que tenen al marxisme-leninisme o alguna de les seues interpretacions com ideologia oficial, i mai de països capitalistes governats per partits socialdemòcrates, encara que aquests en molts casos s'autodenominen socialistes.
Van ser així mateix qualificats amb el nom de socialisme real o socialisme realment existent amb la finalitat de diferenciar-los de les construccions teòriques i —en certa forma— justificar les diferències amb aquestes i amb partits o grups que pogueren considerar-se socialistes però oposats a aquest tipus de règims. Altres denominacions que també s'han emprat per a referir-se a ells a tal fi —especialment en cercles trotskistes, comunistes i llibertaris— són les d'Estat obrer amb deformacions burocràtiques i, en termes més estrictament econòmics, capitalisme d'Estat. Tampoc és rar veure'ls englobats dins conceptes com el d'estalinisme o maoisme.
A vegades també s'empra el nom Estat comunista, usat per la premsa "capitalista" durant la Guerra Freda en referència al sistema de partit únic i el govern de l'estat. Esta denominació és en realitat un oxímoron, donat que la teoria marxista planteja el socialisme com fase següent al capitalisme i prèvia al comunisme, en què l'Estat deixaria d'existir. Quasi tots aquests estats destacaren el seu caràcter socialista en el seu nom oficial i quatre dels cinc que avui existeixen ho segueixen fent. Així és que molts d'aquests estats contenen els adjectius popular, socialista i democràtic en la seua denominació. Existeixen també estats que contenen aquests termes en el seu nom encara que no hagen adoptat eixe sistema, com la República Democràtica Socialista de Sri Lanka o la República Democràtica Popular d'Algèria.

## Història

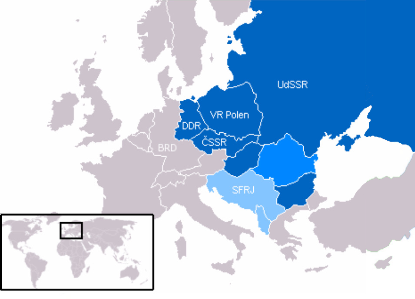
Camp socialista europeu

Al llarg del segle xx han estat varis els països que s'han proclamat com repúbliques socialistes, destacant-se entre ells la Unió de Repúbliques Socialistes Soviètiques, que va existir fins a 1991, sent fundada en 1922 com successora de la República Socialista Federativa Soviètica de Rússia, a la qual va aglutinar juntament amb altres cinc repúbliques, i que sorgiria després de la Revolució d'Octubre de 1917, sent considerada al seu torn com el primer estat socialista del món i per alguns crítics com l'únic estat socialista genuí, en sentit estricte, almenys fins als anys previs de la seua integració en l'URSS -període catalogat per molts historiadors com el de la Rússia Bolxevic-. La majoria d'aquests estats han sorgit en Europa de l'est i l'Àfrica sub-sahariana, acompanyats per alguns en Àsia oriental (Xina, Corea del Nord, Vietnam i Laos) i Amèrica del Sud (destacant en el Carib Cuba). La majoria d'aquests estats han resultat anar adoptant sistemes socioeconòmics i polítics anàlegs o afins al del dit socialisme en un sol país, proposat i practicat per Stalin, així com per altres polítics i governants afins tals com Mao Zedong en la República Popular de la Xina o Kim Il Sung en Corea del Nord, sent tal sistema qüestionat per molts dels seus crítics o detractors com contraposat als principis del socialisme i a les idees polítiques i revolucionàries de pensadors com Marx i Lenin, als quals, a través de les doctrines oficials del marxisme-leninisme i del Partit Comunista proclama. Alguns crítics i pensadors, tals com Tony Cliff, han catalogat amb posterioritat a aquests sistemes com capitalismes d'Estat, atribuint el sorgiment dels mateixos al fracàs cap a principis dels anys 20 del sistema polític llegat per la Revolució Russa en el seu intent per consolidar-se o subsistir, a conseqüència de l'inicial aïllament polític i dels estralls causats per la dita Guerra Civil, en un moment que de l'èxit d'altres processos revolucionaris a Europa, tals com el de la Revolució de Novembre de 1918, a Alemanya, podia dependre el futur a Rússia de la revolució.
La República Popular de la Xina, a pesar d'estar governada pel Partit Comunista de la Xina i ser oficialment marxista-leninista/-maoista, en els últims anys ha reimplantat moltes característiques del sistema capitalista en el que denomina socialisme amb característiques xineses. No obstant això, aquesta tornada al capitalisme no és absolut ni homogeni, ja que només es dona en les àrees costaneres i grans ciutats, i d'altra banda la presència estatal en l'economia segueix sent enorme. També la República Socialista del Vietnam ha donat alguns passos en aqueix sentit.
Entre 1989 i 1992 van deixar d'existir la gran majoria dels estats socialistes del món. La República Popular Polonesa tornà al multipartidisme i al capitalisme en 1990; la República Democràtica Alemanya va ser absorbida per la República Federal Alemanya el mateix any. La Unión de Repúbliques Socialistes Soviètiques va ser desarticulada en 1991, prohibint-se tot seguit al Partit Comunista de la Unió Soviètica (PCUS). Els conflictes nacionalistes van acabar amb la República Federal Socialista de Iugoslàvia un any després; destinació similar van córrer tots els restants estats socialistes d'Europa.
Per la seua banda, per a la mateixa època els dos estats socialistes africans més estables, Moçambic i Angola, van abandonar el marxisme-leninisme. En Amèrica, la República de Cuba va mantenir en línies generals inalterable el sistema socialista, però es va veure forçada a permetre la formació d'empreses mixtes entre l'Estat i multinacionalés per a plantar cara a la precària situació econòmica que la va deixar la desaparició del COMECON i amb ell els seus principals mercats, sumat al preexistent bloqueig dels Estats Units al país caribeny.
En alguns països que antigament eren repúbliques de l'URSS com Moldàvia, Ucraïna, Belarús o la pròpia Rússia, els comunistes segueixen sent una important força política. De fet, el partit del President moldau és el Partit Comunista de la República de Moldova i a Rússia el Partit Comunista de la Federació Russa és el principal partit de l'oposició a Vladímir Putin. En Alemanya el Partit de l'Esquerra, hereu del Partit Socialista Unificat d'Alemanya que governara en la RDA, és la segona força en l'antiga Alemanya Oriental.

## Estats socialistes històrics

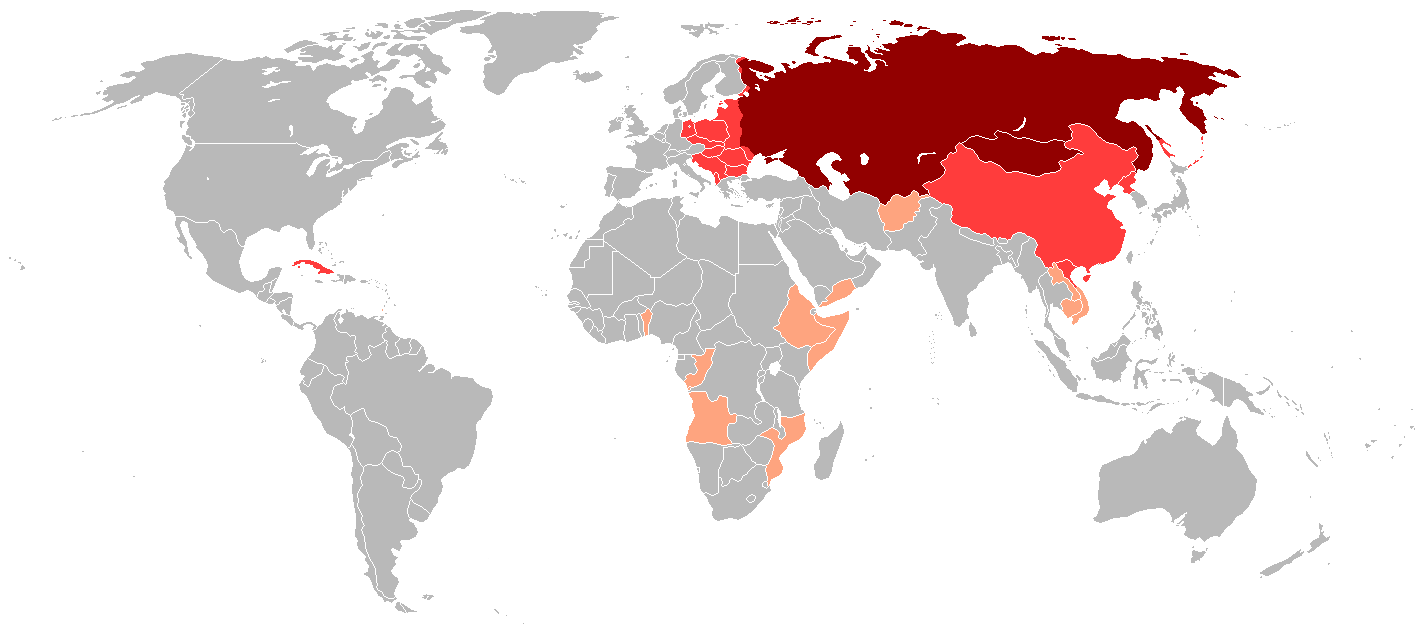
Estats socialistes en el segle XX

| País              | Sistema                                              | inici | final |
| ----------------- | ---------------------------------------------------- | ----- | ----- |
| Afganistan        | República Democràtica                                | 1978  | 1992  |
| Albània           | República Popular                                    | 1946  | 1992  |
| Alemanya Oriental | República Democràtica                                | 1949  | 1990  |
| Angola            | República Popular                                    | 1975  | 1992  |
| Benín             | República Popular                                    | 1975  | 1990  |
| Bulgària          | República Popular                                    | 1946  | 1990  |
| Cambodja          | República Democràtica                                | 1975  | 1979  |
| Cambodja          | República Popular                                    | 1979  | 1991  |
| Congo Brazzaville | República Popular                                    | 1969  | 1992  |
| Etiòpia           | Govern Provisional Militar                           | 1974  | 1987  |
| Etiòpia           | República Democràtica Popular                        | 1987  | 1991  |
| Grenada           | Estat socialista                                     | 1949  | 1989  |
| Hongria           | República Popular                                    | 1949  | 1989  |
| Iemen del Sud     | República Popular Democràtica                        | 1967  | 1990  |
| Iugoslàvia        | República Socialista Federal                         | 1945  | 1992  |
| Moçambic          | República Popular                                    | 1975  | 1990  |
| Mongòlia          | República Popular                                    | 1924  | 1992  |
| Polònia           | República Popular                                    | 1944  | 1990  |
| Romania           | República Popular (des de 1965 República Socialista) | 1947  | 1989  |
| Somàlia           | República Popular                                    | 1969  | 1991  |
| Txecoslovàquia    | República Socialista Federal                         | 1948  | 1989  |
| Unió Soviètica    | Federació de Repúbliques Socialistes                 | 1922  | 1991  |
| Vietnam del Nord  | República Democràtica                                | 1945  | 1976  |